# ممارسة القانون

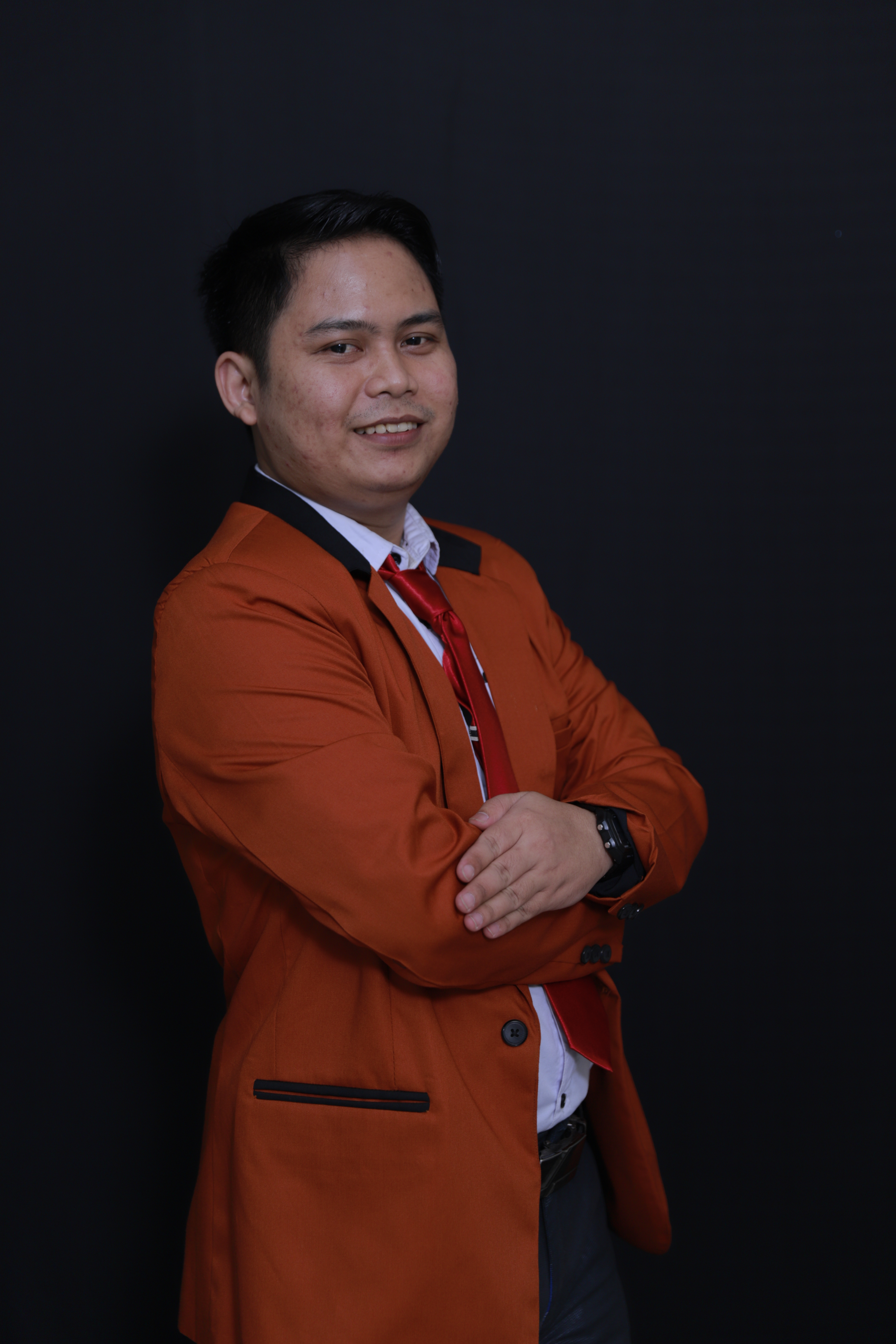
يابيتر ماربي

تتضمن ممارسة القانون بمعناه العام تقديم المشورة القانونية، وصياغة المستندات القانونية، وتمثيل العملاء في المفاوضات القانونية وإجراءات المحاكم مثل الدعاوى القضائية، ويتم تطبيقها على الخدمات المهنية للمحامي أو الوكيل أو
محامي المحاكم العليا أو كاتب العدل أو الموثق المدني.
ومع ذلك، هناك قدر كبير من التداخل بين ممارسة القانون من قبل القانونيين ومختلف المهن الأخرى حيث يتم تمثيل العملاء من قبل الوكلاء مثل المهن العقارية، الخدمات المصرفية، المحاسبة والتأمين. علاوة على ذلك، يقدم عدد متزايد من المساعدين خدمات قانونية تقدم عادةً فقط من قبل المحامين أو مساعديهم القانونيين.
كما يمكن حاليا إنشاء العديد من الوثائق بواسطة المكتبات بمساعدة الأجهزة الإلكترونية، حيث يملئ العملاء مجموعة من الأسئلة التي يطرحها البرنامج من أجل إنشاء المستندات القانونية.

## الولايات المتحدة
في الولايات المتحدة، تكون ممارسة القانون مشروطة بدراسة شعبة القانون، والقبول على وجه التحديد في نقابة المحامين لدى أي دولة أو ولاية إقليمية معينة. وتعد رابطة المحامين الأمريكية ومعهد القانون الأمريكي من بين المنظمات التي تنظم وتهتم بمصالح المحامين، وإصدار معايير موحدة للمهنة وأخلاقها، في حين يترك تنظيم ممارسة القانون وتشريعه إلى الولايات.